# Lorenzo Benito
Lorenzo Benito Pozo (Madrid, España, 15 de mayo de 1950) es un exfutbolista español que se desempeñaba como delantero.

## Clubes
| Club           | País   | Año         |
| -------------- | ------ | ----------- |
| Rayo Vallecano | España | 1969 - 1976 |